# Скок В'ячеслав Олександрович
В'ячеслав Олександрович Скок (13.09.1946, Ржев, Калінінської обл.) - радянський спортсмен (водне поло), срібний призер Олімпійських ігор 1968 року.

## Біографія
Закінчив ГЦОЛІФК (1969). Грав в "Динамо" (Московська обл.) У 1962-1964, "Динамо" (Москва) в 1965-1971 рр.. Засл. майстер спорту. 
Входив у збірну команду СРСР в 1968-1971 рр.. Срібний призер ОІ 1968 року. ЧЄ 1970 року. ЧС 1968, 1969. 
Переможець Спартакіади народів СРСР 1967 року. Засл. тренер СРСР. Тренер збірної СРСР в 1978-1985 рр.. 
За його участю збірна СРСР стала чемпіоном ОІ 1980 року.